# Orlando Chirinos
Orlando Chirinos (Maracaibo, 11 de septiembre de 1944 - Valencia, 13 de junio de 2021) fue un escritor venezolano.

## Biografía
Orlando Chirinos Rangel nació en Maracaibo el 11 de septiembre de 1944. Fue Licenciado en educación, mención literatura titulado por la Universidad de Carabobo en 1980. Su niñez y adolescencia transcurrieron en Curimagua, población del estado Falcón y desde 1972 ha vivido en Valencia, donde fue controlador de tráfico aéreo del aeropuerto de Puerto Cabello. Vivió en los estados Falcón y Carabobo por largos años. Obtuvo el título de Magíster en Literatura Latinoamericana. Fue profesor de posgrado de la Universidad de Los Andes, en la Universidad Pedagógica Experimental Libertador y en la Universidad de Carabobo.
Perteneció a la promoción de escritores como Armando José Sequera, Ednodio Quintero, Gabriel Jiménez Emán, Antonio López Ortega, quienes han sabido hacer coincidir la exigencia formal de la última narrativa con la tradición de contar un cuento, de fabular.
Luis Alberto Crespo dice que cada texto de Chirinos «nace de una evocación, una búsqueda hacia atrás de la realidad o de su equívoco. Sólo lo yerto y lo perdido, parecieran interesar a su imaginación, y entre sus elementos, sólo aquellos que pueden llegar a producir en el lector un efecto irreal o fantástico. El que refiere el asunto no termina de despertar o vive una prolongada alucinación, incapaz de distinguir las creaciones del sueño de los seres, a quienes un golpe de la memoria regresa en la escritura como en un ritual mediúmnico, donde el narrador es depositario de sus espíritus o víctima de nuestro trance, esta vez no del delirio sino de la reflexión, a ojos abiertos sobre lo escrito, lo memorizable, entre remedos del lenguaje fílmico y la verbalización de adjetivos o interjecciones, o la invención de palabras».
Su obra aparece en varias antologías de narradores venezolanos y en otras en francés, italiano y servo-croata. Ha sido columnista del Diario de Caracas y colaborador de El Nacional, Últimas Noticias, El Carabobeño, Tiempo Universitario, Imagen, Casa de las Américas (Cuba) y El Cuento (México). 

## Obra publicada
- Última Luna en la Piel. Caracas: FUNDARTE, 1979, p. 101.
- Oculta Memoria del Ángel. Caracas: FUNDARTE, 1985, p. 65.
- En Virtud de los Favores Recibidos. Caracas: Publicaciones Sele-ven, 1987, p. 137. (Reeditada en 2000).
- Pájaros de Mayo, su Trueno Verde. Maracaibo: Universidad del Zulia, Vicerrectorado Académico, 1989, p. 141.
- Adiós Gente del Sur. Caracas: Edit. Alfadil, 1991.
- Imagen de la Bestia. Caracas: Edit. Grijalbo, 1993.
- Mercurio y otros metales. Caracas: Fondo Editorial Predios, 1997.
- Parte de guerra (novela, 1998).
- Los días mayores (relatos, 2005).
- Eugenio Montejo: la evocación romántica del poema (2005),
- Beso de lengua. Caracas: Editorial Planeta Venezolana, S.A., 2007, p. 257.

## Premios
- Mención de narrativa (1975) y primer premio (1977) en la Facultad de Educación de la Universidad de Carabobo.
- Segundo premio de narrativa (1976) y premio (1977) en la Facultad de Derecho de la misma Universidad
- Primer premio y creación al instante (1977) del diario El Regional
- Premio (1978) en la Facultad de Ingeniería de la Universidad de Carabobo
- Premio Julio Garmendia (1979) de la Universidad Central de Venezuela
- Primer premio y mención de honor en los premios Chío Zubillaga Perera (1982), de la Casa de la Cultura de Carora
- Premio de la I Bienal de Literatura Alfredo Armas Alfonso (1982) del Ateneo de Barcelona
- Primer premio del concurso de cuentos de El Nacional (1983)
- Premio Municipal de Literatura de Caracas (1984 y 1997)
- Primer premio del I Concurso de Cuentos Bicentenario del Natalicio del general Rafael Urdaneta (1987)
- Finalista del Concurso Internacional de Cuentos Juan Rulfo (París, 1987)
- Premio Regional de Literatura Jesús Enrique Lossada (Maracaibo, 2002).

## Escritos sobre su obra
- ALFONZO, Rafael José. «El Imaginario de la Sierra y las otras Perversiones». Abrapalabra. No. 3. Maracaibo: Sep.-1994.
- ANTILLANO, Laura. «Tina, una Prostituta de Falcón». El Diario de Caracas. Caracas: 31-7-1988 (suplemento Lectores).
- ANTILLANO, Laura. «Adiós Gente del Sur» (R). Crítica. Maracaibo: 26-5-1991 (suplemento El Otro Papel, p. 4.
- ANTILLANO, Laura. «Frente a una Cervecita Fría». Crítica. Maracaibo: 25-8-1991 (suplemento El Otro Papel, p. 2).
- BALZA, José. «Orlando Chirinos: Luna de la Memoria». Papel Literario de El Nacional. Caracas: 18-12-1983, p. 5.
- BARRERA LINARES, Luis. «Orlando Chirinos: La Pasión por el Lenguaje». Papel Literario de El Nacional. Maracaibo: 26-5-1991, p. 7.
- BUENO, Luis Alfonso. «Una Escritura desde la Sierra». El Nacional. Caracas: 11-4-1988, p. A-4.
- CARDOZO, Lubio y Colaboradores. Diccionario General de la Literatura Venezolana (Autores). Tomo I, p. 157.
- COLMENARES, Miriam. «El Arte de Enamorar sin Anécdotas». Papel Literario de El Nacional. Caracas: 22-8-1989, p. 2.
- GILEGUI, Gisela. «Orlando Chirinos. Memorias para no caer en el Vacío». Papel Literario de El Nacional. Caracas: 9-10-1988, p. 6.
- JIMÉNEZ, Maritza. «Orlando Chirinos: En los arcaísmos escucho otros modos del Cielo». El Nacional. Caracas: 1-11-1987, p. C-16.
- L. A. C. (Luis Alberto Crespo). «La Narrativa de Orlando Chirinos». Papel Literario de El Nacional. Caracas: 30-3-1980, p. 4.
- MANDRILLO, Cosimo. «En Virtud de los Favores Recibidos». Crítica. Maracaibo: 20-11-1988, p. A-4.
- MÁRQUEZ RODRÍGUEZ, Alexis. «Velorio Plural». Papel Literario de El Nacional. Caracas: 13-6-1989, p. 4.
- PIANO, Bárbara. «Orlando Chirinos. Un Trovador del siglo XX». Papel Literario de El Nacional. Caracas: 1985.
- POLICASTRO, Cristina. «En Virtud de la Muerte, la Vida». Papel Literario de El Nacional. Caracas: 27-3-1988, p. 6.
- QUINTERO WEIR, José. Elementos para una Discusión a Propósito de la Nueva Narrativa Falconiana. Ponencia presentada ante el primer curso de Literatura Falconiana «Dr. Esteban Smith Monzón». Coro: Abr.-1986, 12 h. (inédita: copia mecanografiada).
- WISOTZKI, Rubén. «El escritor que es cómodo tiene errores ortográficos en el alma». El Nacional. Caracas: 23-11-1997, p. C-16.
- ZAMBRANO, Marizol. «Adiós Gente del Sur» (R). El Nacional. Caracas: 13-4-99, p. C-14. S.a.